# مقاطعة غيتس (كارولاينا الشمالية)
مقاطعة غيتس (بالإنجليزية: Gates County)‏ هي إحدى مقاطعات ولاية كارولاينا الشمالية في الولايات المتحدة الأمريكية. مركز المقاطعة أو مقعدها هي مدينة غيتسفيل. تأسست هذه المقاطعة سنة 1779.أصل هذه المقاطعة يأتي من: مقاطعة تشووان, مقاطعة هرتفورد, ومقاطعة بيركويمانز.

## أعلام
- لورنس إس. بيكر
- ويليام باول روبرتس
- بوميروي باركر